# 新保満
新保 満（しんぽ みつる、1931年7月24日 - 2015年5月24日）は、日本の社会学者、カナダ研究者。
東京市（現港区）出身。福岡県立修猷館高等学校を経て、1957年国際基督教大学社会学科卒、1959年東京教育大学大学院修士課程修了。1962年からカナダ・ブリティッシュコロンビア大学に学び、1970年博士号取得。オンタリオ州ウォータールー大学教授、1991年日本女子大学教授。2002年定年退任。1989年『カナダ社会の展開と構造』でカナダ首相出版賞受賞。キリスト教徒。

## 著書
- 『カナダ=インディアン 滅びゆく少数民族』三省堂新書 1968
- 『人種的差別と偏見 理論的考察とカナダの事件』岩波新書 1972
- 『石をもて追わるるごとく 日系カナダ人社会史』大陸時報社 1975　のちお茶ノ水書房
- Three Decades in Shiwa : Economic Development and Social Change in a Japanese Farming Community /University of British Columbia Press, c1976.
- 『日本の移民 日系カナダ人に見られた排斥と適応』評論社 日本人の行動と思想 1977
- 『野生と文明 オーストラリア原住民の間で』未来社 1979
- 『オーストラリアの原住民 ある未開社会の崩壊』日本放送出版協会 NHKブックス 1980
- 『カナダの素顔』岩波新書 1981
- 『村が栄える条件 岩手県志和の変貌』日本放送出版協会 NHKブックス 1983
- 『カナダ移民排斥史 日本の漁業移民』未来社 1985
- 『カナダ日本人移民物語』築地書館 1986
- 『悲しきブーメラン アボリジニーの悲劇』未来社 1988
- 『カナダ社会の展開と構造』未来社 1989
- 『カナダ先住民デネーの世界 インディアン社会の変動』明石書店 1993
- 『カナダ通信 引退教授の辺境世界体験』ハーベスト社 2009

### 共編著
- 『現代日本農村社会の変動 岩手県志和地区の発展過程』松田苑子共著 御茶の水書房 1986
- 『永遠と愛 エーミル・ブルンナー教授説教集』筆録 新地書房 1989
- 『カナダの日本語新聞 民族移動の社会史』田村紀雄・白水繁彦共著 PMC出版 1991
- 『変貌する先住民社会と学校教育 カナダ北西準州デネーの事例』シンサ・アン・ストラザーズ共著 御茶の水書房 1999

## 注
1. ↑  『現代日本人名録』2002年